# Воображаемая Мэри
«Вообража́емая Мэ́ри» (англ. Imaginary Mary) — американский ситком с элементами анимации, премьера которого состоялась на телеканале ABC 29 марта 2017 года. Сериал создан Адамом Ф. Голдбергом, Дэвидом Гуарасио и Патриком Осборном. 28 сентября 2016 года ABC сократил оригинальный заказ из тринадцати эпизодов до девяти эпизодов .
11 мая 2017 года сериал был закрыт после одного сезона.

## Сюжет
В жизни Элис, которая работает исполнительным директором по связям с общественностью, вновь появляется воображаемая подруга Мэри, которую она видела в детстве. Именно в это время Элис влюбляется в одинокого отца троих детей, и Мэри надеется помогать ей наладить личную жизнь.

## В ролях
- Дженна Эльфман — Элис
- Рэйчел Дрэч — Мэри (голос)
- Стивен Шнайдер — Бен Купер
- Эрика Тремблей — Банни Купер
- Матрейя Скаррвендер — Дора Купер
- Николас Кумби — Энди Купер

## Отзывы критиков
Сериал получил в целом негативные отзывы. На сайте-агрегаторе Rotten Tomatoes сериал держит 26% «свежести», что основано на 19-ти рецензиях со средним рейтингом 3,8/10. Критический консенсус сайта гласит: «Хороший актёрский состав „Воображаемой Мэри“ не может компенсировать неинтересный материал и нелепый сюжет, чьи недостатки усугубляются несмешным и непродуманным CGI-существом». На Metacritic сериал получил 39 баллов из ста на основе 13-ти «в общем отрицательных» отзывов критиков.

## Список эпизодов
| № | Название                                    | Режиссёр  | Автор сценария                                                                                           | Дата премьеры  | Зрители в США (млн) |
| - | ------------------------------------------- | --------- | --- | -------------- | ------------------- |
| 1 | «Пилот» «Pilot»                             | Шон Леви  | История: Адам Ф. Голдберг, Дэвид Гарасио и Патрик Осборн Телеадаптация: Адам Ф. Голдберг и Дэвид Гарасио | 29 марта 2017  | 5.39                |
| 2 | «Печать мамы» «The Mom Seal»                | Шон Леви  | Сара Хэскинс и Эмили Халперн                                                                             | 4 апреля 2017  | 3.45                |
| 3 | «Ловушка для родителей» «The Parent-y Trap» | Фред Госс | Марджи Маджи                                                                                             | 11 апреля 2017 | 3.06                |
| 4 | «Пром-Ком» «Prom-Com»                       | Ричи Кин  | Адам Ф. Голдберг, Дэвид Гарасио и Крис Бишоп                                                             | 18 апреля 2017 | 3.15                |